# Kamenice nad Lipou
Kamenice nad Lipou är en stad i Tjeckien.   Den ligger i distriktet Okres Pelhřimov och regionen Vysočina, i den centrala delen av landet, 100 km sydost om huvudstaden Prag. Kamenice nad Lipou ligger 566 meter över havet och antalet invånare är 4 148.
Terrängen runt Kamenice nad Lipou är lite kuperad. Runt Kamenice nad Lipou är det ganska tätbefolkat, med 52 invånare per kvadratkilometer. Närmaste större samhälle är Pelhřimov, 17,8 km nordost om Kamenice nad Lipou. Omgivningarna runt Kamenice nad Lipou är en mosaik av jordbruksmark och naturlig växtlighet.